# L'arcivescovo del genocidio
L'Arcivescovo del genocidio è un saggio storico di Marco Aurelio Rivelli, pubblicato nel 1999, riguardante il coinvolgimento della Chiesa cattolica nel genocidio dei serbo-ortodossi, degli ebrei e degli zingari in Jugoslavia negli anni della Seconda Guerra Mondiale, dal 1941 al 1945.

## Edizione
- L'Arcivescovo del genocidio. Monsignor Stepinac, il Vaticano, e la dittatura ustascia in Croazia, 1941-1945, Kaos Edizioni, 1999, ISBN 88-7953-079-8.